# Autonepiophilie
Autonepiophilie, auch als adultes Babysyndrom bezeichnet, ist eine Sexualpraktik aus dem Bereich des erotischen Ageplay. Die Praktik wird auch Babyspiel (von englisch Babyplay) genannt. Betroffene haben hierbei kein Interesse an kleinen Kindern, sondern entweder einen sogenannten Windelfetisch (Diaper Lover, Abk. DL) oder nehmen im Rahmen von Rollenspielen selbst die Rolle eines Säuglings oder Kleinkindes (Adult Baby, Abk. AB) an.

## Erste Beschreibungen
Dass dies kein neues Phänomen ist, schildern Alphonse Boudard und Romi in dem Buch Das goldene Zeitalter des Bordells, das das Bordellwesen Frankreichs Anfang des 20. Jahrhunderts zum Thema hat:

„Unter den vielen […], die in Luxusbordellen verkehrten, befand sich auch ein reicher und allgemein geachteter Industrieller, das ‚alte Baby‘. Der Einundsechzigjährige wollte nur mit Puppen spielen und sich von einem Mädchen saubermachen, wickeln und in den Schlaf wiegen lassen. Er brachte in einem Koffer die Geräte mit, die er zu seiner Befriedigung brauchte: Windeln, Fläschchen, Häubchen und Spielzeug. Das Programm war bei jedem Besuch gleich: Er verkleidete sich in einem der Zimmer, für sich alleine; erst nachdem er ‚in die Windeln gemacht hatte‘, rief er das gewünschte Mädchen, das ihn wusch und ihm das mit Champagner gefüllte Fläschchen reichte. Wenn sie ihm den Hintern einpuderte, fühle er sich wie im siebten Himmel …“

Eine andere Beschreibung findet sich in dem 1886 erstmals erschienenen Werk Psychopathia sexualis (folgendes Zitat: 11. Auflage von 1937, Albert Müller Verlag, Zürich – mit in die deutsche Umgangssprache geändertem Titel Verirrungen des Geschlechtslebens) von Richard von Krafft-Ebing:

„X., Tischler, bei der Entwendung von Kinderbettzeug entdeckt, wurde deshalb verhaftet, wobei es sich herausstellte, daß er bereits mehrfach wegen des gleichen Deliktes vorbestraft war. Mit dem 12. Jahre sei ihm ein sexuell sehr aufregendes Buch in die Hände gefallen, und gerade damals sei seine hochschwangere Schwester nach Hause gekommen und habe die Bettchen und das sonstige Kinderzeug für das zu erwartende Kind zurecht gemacht. Das Zusammentreffen jener Lektüre mit dem Anblick der schwangeren Schwester und der Kinderwäsche hätten einen außerordentlich starken Eindruck auf ihn gemacht und lebhafte Erektion hervorgerufen. Seitdem onanierte er fast täglich und benützte dazu möglichst immer die Steckbettchen der Schwester. Von da an sei er bei der Befriedigung seines sexuellen Triebes immer an den Gebrauch von ‚Steckbettchen‘, bzw. von ‚Kinderwäsche‘ gebunden geblieben. Nur Steckbettchen aus rotem oder allenfalls rot-weiß gestreiftem Inlet mit geblümtem Überzug und Spitzenbesatz reizten ihn geschlechtlich, so daß er bei ihrem Anblick schon Erektionen bekam und keinen anderen weiteren Gedanken mehr hatte, als sich an ihnen zu befriedigen. Um sich solche Gegenstände zu verschaffen, habe X. oft auf kompliziertem Wege, durch Einsteigen in fremde Wohnungen und dergleichen die verschiedenen Diebstähle ausgeführt. Ein richtiges Verhältnis habe X. nie gehabt. Koitus sei – in Bordellen – manchmal gelungen, doch habe er es immer nur mühsam zur Erektion und Ejakulation gebracht, und zwar so, daß er sich Steckbettchen vorstellte und die Spitze am Kopfkissen ins Auge faßte. Wirkliche Befriedigung habe er dabei aber niemals gefunden. Meist habe er den sexuellen Trieb nach dem Koitus noch durch Masturbation befriedigt …“

Weitere ältere Beschreibungen finden sich beispielsweise in der 1966 erschienenen Ausgabe des American Journal of Psychiatry am Beispiel eines 29-jährigen Milchmannes. Dieser lebte seine Vorliebe aus, bis er schließlich mit Windeln und Gummihosen von seiner Frau entdeckt wurde. Der Mann wurde, auch weil er seine Töchter belästigt haben soll, in die Gefängnispsychiatrie eingewiesen.

## Fetischhandlung
Bei der Autonepiophilie wird eine Form des sexuellen Infantilismus ausgelebt. Dazu gehört in erster Linie das freiwillige Tragen von Windeln ohne medizinische Notwendigkeit sowie das Benutzen der Windeln für die entsprechenden Ausscheidungen. Dazu kann nachrangig entsprechendes Kleinkind-Verhalten wie das Trinken aus Babyfläschchen, das Krabbeln und/oder der Wunsch nach einer Umsorgung durch „Mami“ oder „Papi“ kommen. Herkömmliche Sexualbefriedigung im Sinne von Sex kann in dieser Spielart vorkommen, muss aber nicht. Die Befriedigung kann der Betroffene auch aus der Fetischhandlung selbst ziehen. Entsprechende Internetforen bieten Möglichkeiten zum Interessenaustausch, und entsprechende Kleinkind-Ausstattung in Erwachsenengrößen kann bei spezialisierten Onlinehändlern erworben werden. Betroffene berichten mit sehr großer Mehrheit, dass ihre Handlung weder Probleme mit sich bringt noch dass es diesbezüglich zu Unwohlsein gekommen ist.

### Männer
Bei betroffenen Männern stehen oft die sexuelle Stimulation und die unmittelbare Lustbefriedigung im Vordergrund. Die entsprechende Neigung und die dadurch verbundene sexuelle Erregung im Zusammenhang mit Kleinkind-Ausstattung entdecken Jungen an sich bereits durchschnittlich im Alter von elf Jahren. Zu ersten Ausübungen kommt es um das 13. Lebensjahr.

### Frauen
Betroffenen Frauen ist im Unterschied zu Männern nicht die Lustbefriedigung, sondern vielmehr ein besonders intensives Beziehungserlebnis zu ihrem Partner wichtig. Aus diesem Grund wollen Frauen auch viel häufiger als Männer ihren Partner in die Fetischhandlung einbeziehen. In dieser Handlung wollen Frauen das Baby sein und vom Partner, in der Rolle des dominanten Vaters, das Gefühl, gehorsam zu sein und beschützt zu werden, vermittelt bekommen. Ein entsprechendes Gefühl für diese Vorliebe stellt sich bei Mädchen im durchschnittlichen Alter von zwölf Jahren ein. Die ersten Ausübungen erfolgen um das 16. Lebensjahr.

### Windelfetischismus
Betroffene mit sexuellem Fetisch in Bezug auf das alleinige Tragen von Windeln und/oder Gummihosen, deren Neigung keine rollenspielerische oder sadomasochistische Komponenten beinhaltet, werden als Windelfetischisten (Diaper Lovers) bezeichnet. Der Fetisch kann unabhängig von anderen Paraphilien auftreten.

### Kombinationsformen
Ebenso können Komponenten aus dem Bereich der sexuellen Dominanz und Unterwerfung oder der erotischen Laktation Teil des Szenarios sein. Grundsätzlich werden häufige Überlappungen zwischen den einzelnen Formen, in denen diese Präferenz auftritt, vermutet.

### Andere Formen
Darüber hinaus werden neben dem reinen Windelfetisch und dem Babyspiel noch andere Formen, die jedoch kaum erforscht sind, vermutet.